# Winston Steinburger et Sir Dudley Ding Dong
 (août 2021).
Si vous disposez d'ouvrages ou d'articles de référence ou si vous connaissez des sites web de qualité traitant du thème abordé ici, merci de compléter l'article en donnant les références utiles à sa vérifiabilité et en les liant à la section « Notes et références ».
Winston Steingburger et Sir Dudley Ding Dong, ou Winston Steingburger et M'sieur Duddley Ding Dong, ou Winston et Dudley Ding Dong au Québec (Winston Steingburger and Sir Dudley Ding Dong) est une série télévisée d'animation canado-australienne de 26 épisodes de 22 minutes créée par Mike Geiger, diffusée au Canada depuis le 2 janvier 2017 sur Teletoon.
Au Québec, la série est diffusée depuis le 3 janvier 2017 sur Télétoon, et en France depuis le 30 janvier 2017 sur Cartoon Network. En Belgique, elle a été rediffusée sur La Trois.

## Synopsis
La série suit les exploits intergalactiques de Winston Steinburger et ses deux improbables amis, son chat Dudley qui est fou fou, et un hamster sérieux nommé Hampton.

## Distribution

### Voix originales
- Mac Heywood : Winston Steinburger
- Ryan Belleville : Duddley Ding Dong
- Matt Baram : Hampton
- Mark Edwards : Cutty
- Sean Cullen : Soda
- Evany Rosen : Pam la Destructrice

### Voix québécoises
- Marc St-Martin : Winston Steinburger
- Frédéric Desager : Duddley Ding Dong
- François-Simon Poirier : Hampton
- Manuel Tadros : Dutty
- Daniel Picard : Sergent Sasha Spritz
- Annie Girard : Pam la Destructrice
- Antoine Durand : The Dark Lord
- Rachel Graton : Sissy-Wissy

version québécoise
- Adaptation et Direction artistique : Valérie Boucher
- Studio de doublage: Technicolor

 Source et légende : version québécoise (VQ) sur Doublage.qc.ca

## Épisodes
1. La soirée à ne pas manquer (Party Pants Bromance)
2. Avance très très rapide (Very Fast Forward)
3. Méchante Mémé (Love & Rockets)
4. Gastronomie nouveau genre (Hitchhiker's Guide to Gastronomy)
5. La grande course de l'espace (Eat My Dust, Space Witch)
6. Stagiaires diaboliques (Evil Interns)
7. Camp de police de l'espace (Camp Coppawannastopya)
8. Une tonne de graisse bien graisseuse (The Greasiest Grease Trap in the Galaxy)
9. Battre le record (Smashing It)
10. Les rides galactiques (Rip Van Winkles)
11. La sécurité d'abord (Safety First)
12. La journée des farces (Prank Day)
13. Le repas le plus important de la journée
14. Une délicieuse histoire du temps
15. La réunion de famille d'Hampton
16. Papa l'inventeur
17. La moustache
18. Des motards dans l'espace
19. Pour garçons seulement
20. Garde au trésor